# Правило 34
Правило 34 је интернет максима која тврди да интернет порнографија постоји у вези са сваком замисливом темом. Концепт се обично приказује као уметност обожавалаца обично нееротских субјеката, a који се баве сексуалним понашањем.

## Историја

### Позадина
Маштовита еротска уметност је древна. Сапфа је слављен због тога. Био је отворенo изложен у римским домовима. Од 1920-их до 1960-их, много пре него што је сковано 'Правило 34', еротски мини стрипови под називом Tijuana bibles су приказивали популарне стрип ликове као што су Попај и Little Orphan Annie.. Фан фикција је еротизовала бројне политичке личности са председничких избора у Сједињеним Државама 2016. и опструкције Суецког канала 2021. од стране контејнерског брода Евер Гивен. Кратке јефтине књиге под називом 'Тинглерс' приказују антропоморфизоване диносаурусе и авионе у сексуалним чиновима. Вероватно псеудонимни аутор, Чак Тингл, објавио је дистопијску еротику о Брегзиту, у којој је приказан секс са огромним новчић од једне фунте из будућности, неколико сати након што је референдум прошао.

### Порекло
Правило 34 потиче из веб-стрипа из 2003. године са насловом 'Правило #34. Постоји порнографија. Нема изузетака'. Стрип је нацртао TangoStari (Peter Morley-Souter) да би приказао свој шок када је видео порнографију са пародијом Калвина и Хобса. Иако је стрип није привукао пажњу публике, натпис је одмах постао популаран на интернету. Од тада је ова фраза прилагођена различитим синтаксичким верзијама и чак се користила као глагол.

### Популаризација
У мају 2007. године на Paheal.net је покренута база података Правила 34 са архивом слика из Правила 34 која се може претраживати, а слични сајтови су почели да се појављују убрзо након тога.
У 2008. години, корисници imageboard и 4chan су поставили бројне сексуално експлицитне пародије и карикатуре које илуструју Правило 34. У посебном сленгу форума 4chan, 'порно' се назива 'правило 34', Pr0nz. Један речник неологизама тврди да је Правило 34 'почело да се појављује на објавама на интернету 2008. године'.
Како се Правило 34 наставило ширити интернетом, традиционални медији су почели да извештавају о њему. Daily Telegraph у једном чланку из 2009. године Правило 34 наводи као треће од '10 најбољих' интернетских правила и закона. CNN прича из 2013. каже да је Правило 34 'вероватно најпознатије' интернет правило које је постало део мејнстрим културе. Twitch streamer je 14. новембра 2018. године прославио своју осамнаесту годину тако што је поставио видео у којем је претражио слике са твитера везане за Правило 34.

## Анализа
Cory Doctorow concludes, 'Правило 34 може се сматрати неком врстом оптужнице за веб као септичку јаму наказа, штребера и чудака, али гледано кроз сочиво космополитизма, говори о извесној софистицираности – гурманском приступ животу.'
Феминистичка научница Susanna Paasonen резимира Правило 34, заједно са верзијама Правила 35 и Правила 36, да без обзира на то колико је мало вероватан или необичан концепт порнографија је или доступна на интернету или ће бити. John Paul Stadler је закључио да Правило 34 одражава кодификацију парафилије у структурама друштвеног идентитета.

## Варијацијe
Првобитно правило је преформулисано и понaвљано док није постало вирално на интернету. Неке уобичајене пермутације изостављају оригинално 'Без изузетака'.
- Правило 34: 'Постоји порнографија о томе.'[16]
- Правило 34: 'Ако постоји, постоји и порнографија.'[17]
- Правило 34: 'Ако постоји, постоји Интернет порнографија.'[17]
- Правило 34: 'Ако можете да замислите, постоји као Интернет порнографија.'[5]

## Последице
- Правило 35: 'Изузетак од правила 34 је цитирање правила 34.'
- Правило 35: 'Ако нема порнића, биће направљено.'[14]
- Правило 36: 'Увек ће бити више сјебаног срања од онога што сте управо видели.'[14]